# Mendoza ryukyuensis
Mendoza ryukyuensis är en spindelart som beskrevs av Baba 2006 [2007. Mendoza ryukyuensis ingår i släktet Mendoza och familjen hoppspindlar. Inga underarter finns listade i Catalogue of Life.